# Barbour (Textilien)
Barbour ist der Markenname für Produkte der Firma J. Barbour & Sons, einem Hersteller von wetterfester Oberbekleidung aus gewachster Baumwolle sowie von Steppjacken, Dufflecoats, Pullovern, Hemden, Schuhen, Socken und Accessoires für Männer, Frauen und Kinder. Am bekanntesten sind die unter dem Markennamen Barbour vertriebenen Wachsjacken, die im deutschsprachigen Raum als „Barbourjacken“ bezeichnet werden. Der Modeexperte Bernhard Roetzel nannte die Barbourjacke im Jahr 2020 das „Symbol des englisch inspirierten Lebensstils und des englischen Gentleman-Looks“.

## Geschichte der Firma Barbour

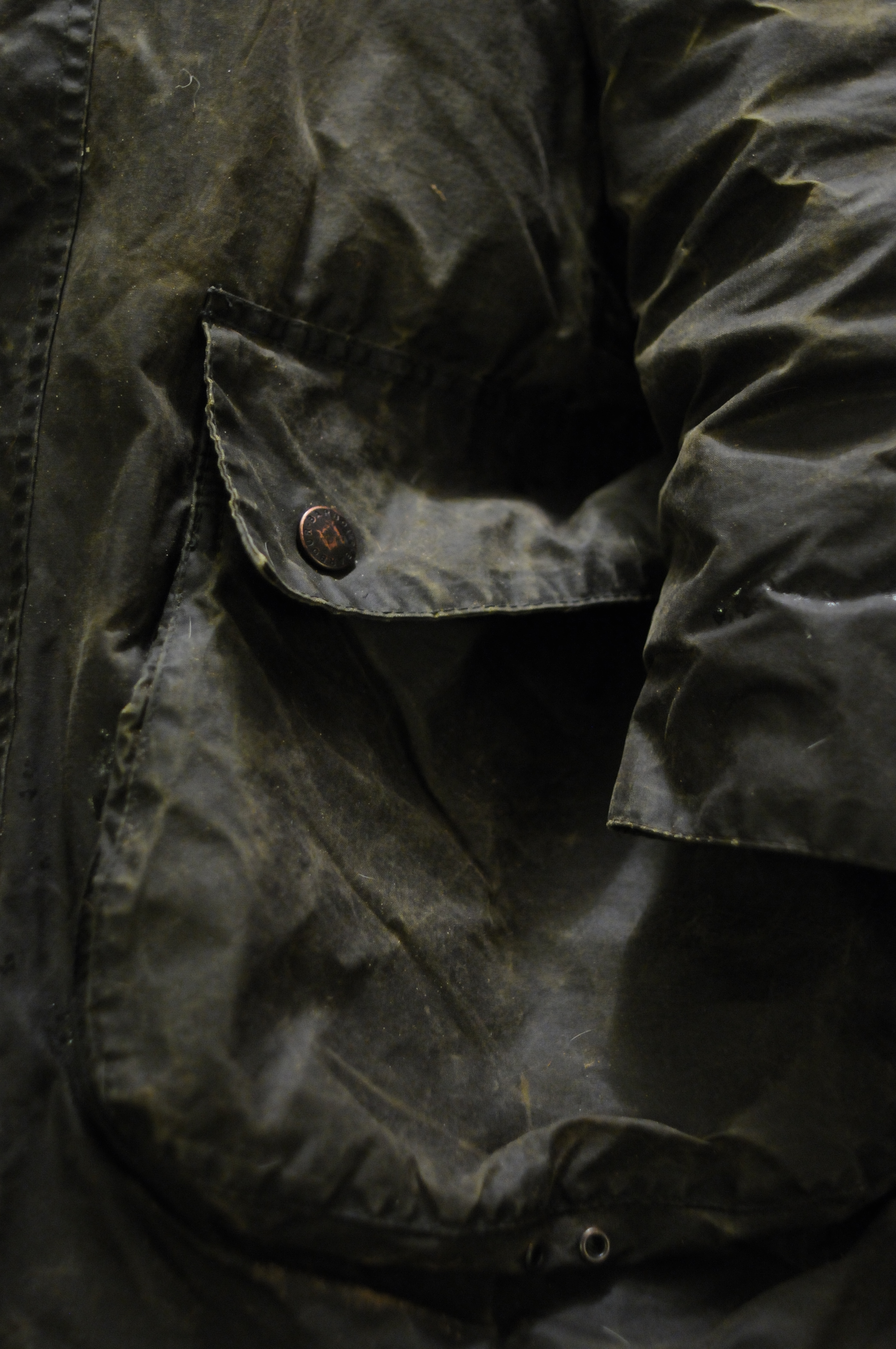
Vordertasche einer vielgetragenen Wachsjacke von Barbour mit dem typischen Druckknopf aus korrosionsfreiem Messing

Die Firma wurde 1894 in South Shields in Großbritannien von dem aus Galloway im Südwesten Schottlands stammenden John Barbour (1849–1918) gegründet. Der älteste noch existierende Katalog der Firma führt wetterfeste Oberbekleidung auf, die den Träger vor Nässe und Wind schützen soll (engl. „oilskin“). Als Einsatzgebiete für dieses Ölzeug nennt der Katalog „Segeln, Angeln, Autofahren, Bootfahren, Wandern und Schießen“. Dieser im Jahr 1908 von John Barbours Sohn Malcolm eingeführte Katalog erwies sich in der Frühzeit des Unternehmens als äußerst effektives Verkaufsinstrument; im Jahr 1917 betrug der Prozentsatz der über den Versandhandel umgesetzten Verkäufe rund 75 Prozent.
Nach dem Ersten Weltkrieg erweiterte Malcolm Barbour das Produktangebot der Firma auf Bekleidung für den Motorradsport. Diese Sparte wird bis heute unter dem Namen „Barbour International“ angeboten. Als prominentestes Aushängeschild für Motorradsportbekleidung der Marke Barbour gilt der amerikanische Schauspieler Steve McQueen, dem die Firma 2019 eine eigene Kollektion widmete.
Die heute den Markenkern prägenden Wachsjacken werden erst seit Anfang der 1980er Jahre hergestellt. Das auf den Einsatz im Reitsport ausgerichtete Modell „Bedale“ kam 1980 auf den Markt, das auf die Jagd ausgerichtete Modell „Beaufort“ 1983. Eingeführt wurden die Wachsjacken von der heutigen Geschäftsführerin Margaret Barbour (1940–), die nach dem frühen Tod ihres Mannes John im Jahr 1968 die Geschäftsführung des Familienunternehmens übernommen hatte. Sie war es auch, die im Jahr 1988 die gemeinnützige Stiftung Barbour Foundation (ursprünglich: „The Barbour Trust“) ins Leben rief, die bis 2022 insgesamt 24 Millionen britische Pfund für wohltätige Zwecke, vor allem an Organisationen im Nordosten Englands, gespendet hat.
Während Wachsjacken von Barbour bis zu diesem Zeitpunkt ausschließlich in Olivgrün hergestellt wurden, erschloss die Firma Anfang der 1990er Jahre mit der Einführung der zusätzlichen blauen Stofffarbe (engl. „Navy“) zusätzliche Märkte wie Italien, wo die Farbe der Jacken die Kunden bis dahin wenig angesprochen hatte.
Nachdem sich Barbour im Jahr 2008 neu am Markt positionieren wollte, hat man die Fertigungsstätte im schottischen Galashiels geschlossen. Während klassische Wachsjacken wie etwa das Modell „Beaufort“ weiterhin in Nordostengland hergestellt werden, wird ein Teil der Produktpalette nun in Portugal, Bulgarien und der Türkei hergestellt.

## Die Marke Barbour und ihre Zielgruppe
Die Firma Barbour ist Hoflieferant des britischen Königshauses und gehört zu den wenigen britischen Unternehmen, die mit dem Wappen des Duke of Edinburgh (seit 1974), der Königin Elisabeth II. (seit 1982) und dem des Prince of Wales (seit 1987) gleich drei dieser Auszeichnungen im Etikett führen dürfen.
Der britische Adel trug Barbourjacken ursprünglich bei der Jagd, schließlich auch in der Stadt, weshalb die Wachsjacken einen gewissen Prestigewert bekamen. In den 1980er Jahren trug Prinzessin Diana Barbourjacken. Nachdem die Schauspielerin Helen Mirren im 2006 erschienenen Historienfilm Die Queen eine Beaufort-Jacke von Barbour trug, verdoppelten sich die Verkaufszahlen dieses Modells. Das Glastonbury Festival des Jahres 2007, bei dem die Popsängerin Lily Allen, das Model und It-Girl Alexa Chung, sowie Bandmitglieder der britischen Alternative-Rock-Band Arctic Monkeys Barbourjacken trugen, wird als weiterer Schlüsselmoment in der Markengeschichte angesehen. In dem 2012 erschienenen britischen Agententhriller Skyfall trug James-Bond-Darsteller Daniel Craig eine Jacke von Barbour, die in Zusammenarbeit mit dem japanischen Modedesigner Tokihito Yoshida entwickelt worden war. Rund sechs Jahre später spekulierte das amerikanische Männermagazin GQ, es habe sich bei der Jacke möglicherweise um das „einflussreichste Herrenoutfit der Filmgeschichte“ gehandelt.
Der Journalist und Autor Max Scharnigg beschrieb die Barbourjacke 2017 in der Süddeutschen Zeitung als einen „Klassiker, zu dem schon viele Klischees kursieren. Juristen, neureiche Gutsbesitzer, Jäger, höhere Töchter tragen sie demnach neu, verarmte Adelige, Hamburger Rockmusiker, urbane Bohemiens schätzen sie erst, wenn sie abgewetzt und ausgeblichen sind.“ Zur heutigen Aktualität der Marke Barbour merkte der Buchautor und Modeexperte Bernhard Roetzel im Jahr 2020 an, die Wachsjacken seien „längst nicht mehr nur Outfit konservativer Jura- oder BWL-Studenten“. Vielmehr trügen auch „Hipster oder Klimaaktivisten“ die drei klassischen Modelle „Beaufort“, „Bedale“ oder „Border“.
Zum 40-jährigen Jubiläum der Barbourjacke im Jahr 2023 schrieb Stefanie von Wietersheim in der Frankfurter Allgemeinen Zeitung, die „nach nassem Segeltuch, Wachs, altem Hund und Baumrinde“ riechende englische Wachsjacke gehöre „wie der Burberry-Trench zu den britischen Klassikern, die Moden wie Punk und Pink, Grunge und Greige, Minimalismus und Maximalismus überdauern.“

## Reparaturservice
Neben der Fertigung neuer Textilien bietet die Firma Barbour auch einen Reparaturservice für die als sehr langlebig geltenden Wachsjacken an. Das Männermagazin Esquire berichtete 2019, jährlich würden rund 14.000 Jacken in England selbst und darüber hinaus weitere 11.000 in Nordamerika und Asien zur Reparatur eingesandt. Kunden versuchten, ihre Wachsjacken ein Leben lang zu tragen. Reparaturaufträge werden allerdings nur bis zu einer maximalen Reparaturzeit von zwei Stunden angenommen. Über diesen Zeitrahmen hinaus empfiehlt die Firma die Anschaffung einer neuen Jacke.
Für diesen Nachwachs- und Reparaturservice warb das Unternehmen zu Weihnachten 2023 mit dem Shaun-das-Schaf-Werbspot Shaun the Sheep x Baa-bour.